# Aldeaseca de Armuña
Aldeaseca de la Armuña es una entidad local menor del municipio de Villares de la Reina, en la comarca de La Armuña, provincia de Salamanca, comunidad autónoma de Castilla y León, España.
Hasta mediados del siglo XIX era un municipio independiente; actualmente es una pedanía de Villares de la Reina.
Es una ciudad dormitorio de Salamanca, aunque su desarrolló poblacional y tasa de natalidad están dándole mayor importancia, siendo ahora el núcleo poblacional más importante del tramo de la carretera N-630 entre Salamanca y El Cubo del Vino.
También es conocida por sus fiestas, que se celebran en mayo.

## Historia
Parece que los primeros pobladores del área que hoy ocupa Aldeaseca fueron los pueblos prerromanos, siendo un área disputada entre vacceos y vettones. Más tarde, el área quedó bajo dominio del Imperio Romano, para ser repoblada la zona posteriormente, ya en la Edad Media, por pobladores de diferente origen: leoneses, moriscos, judíos, asturianos, castellanos, navarros o gallegos.
En el siglo X el rey Ramiro II de León tomó la zona para el Reino de León, tras vencer a Abderramán III en las batallas de Simancas y Alhandega. Para reforzar sus posiciones, tanto él como sus sucesores mandaron construir torres de defensa o castillos en diferentes puntos de la zona, como en Ribas (Cabrerizos), Villanueva de Cañedo (Topas), Lagunas Rubias (Aldeanueva de Figueroa), Villares de la Reina o Villamayor. A principios del siglo XIII, Alfonso IX de León contrajo matrimonio con Berenguela de Castilla, matrimonio del que nacería Fernando III el Santo. Parece ser que Alfonso IX de León donó como dote a su esposa, con posesiones en el área de Salamanca, como un palacio en Villares.
La localidad quedó integrada en la Edad Media en el cuarto de Armuña de la jurisdicción de Salamanca, dentro del Reino de León, hecho del que se deriva que al topónimo original "Aldeaseca" se le sumase el "de Armuña" para distinguirla de otras localidades denominadas igual como Aldeaseca de la Frontera o Aldeaseca de Alba. En esta época, la mayor parte de Aldeaseca de Armuña estuvo bajo influencia de la Iglesia Catedral de Salamanca, siendo además lugar habitual de veraneo de curas y frailes.
Con la desamortización de Mendizábal prácticamente todos los terrenos fueron repartidos entre los habitantes del lugar. A mediados del siglo (XIX), Aldeaseca de Armuña era un municipio independiente que con la creación de las actuales provincias en 1833, había quedado encuadrado en la provincia de Salamanca, dentro de la Región Leonesa.
En torno a 1850 dejó de ser un municipio independiente, contando en el censo de 1842, el último en que aparece como municipio propio, con 136 habitantes y 30 hogares. Actualmente forma parte del municipio de Villares de la Reina.

## Demografía
En 2017 Aldeaseca de Armuña contaba con una población de 977 habitantes, de los cuales 488 eran hombres y 489 mujeres. Desde que se iniciase el siglo XXI la población de la localidad ha ido aumentando paulatinamente, gracias a su ubicación en el Alfoz de Salamanca y su cercanía a la ciudad de Salamanca, siendo el precio de la vivienda más barata en Aldeaseca que en la capital provincial.
| Gráfica de evolución demográfica de Aldeaseca de Armuña entre 2000 y 2017                |
|                                                                                          |
| Fuente: Instituto Nacional de Estadística de España - Elaboración gráfica por Wikipedia. |

## Patrimonio
- Iglesia de la Santa Cruz. Está configurada por una sola nave, destacando en su interior el retablo mayor, del siglo XVII.